# Nycticeius
Genre
Nycticeius est un genre de chauves-souris.

## Liste des espèces
- Nycticeius balstoni (Thomas, 1906)
- Nycticeius greyii (Gray, 1842)
- Nycticeius humeralis (Rafinesque, 1818) - chauve-souris vespérale
- Nycticeius rueppellii (Peters, 1866)
- Nycticeius sanborni (Troughton, 1937)
- Nycticeius schlieffeni (Peters, 1859)

Ce genre regroupait plusieurs espèces du nouveau et de l’Ancien monde, mais à la suite des analyses génétiques récentes, certains auteurs considèrent que Nycticeius doit être considéré comme un genre spécifique au nouveau monde, ne comprenant que
- Nycticeius humeralis (Evening Bat en anglais)
- Nycticeius cubanus (Cuban Evening Bat)